# Євгеній Дашин
Євгеній Дашин (справжнє ім'я — Євгеній Михайлович Дацишин) — виконавець шансону та за сумісництвом дизайнер-модельєр. Співає пісні у стилі шансону українською та російською мовами.

## Біографія

### Дизайнер-модельєр
Народився у Львові 10 грудня 1971 року. Здобув освіту дизайнера. Був директором модельно-експортного цеху «Ритм» у Білорусі. Зараз — співвласник дому моди «Гранд Стиль». У 2006–2007 роках разом з дизайнером Олександром Єлісєєвим презентував колекцію одягу на конкурсі ім. Ламанової в Домі моди В. Зайцева в Москві. Брав участь в показі в Парижі разом з німецьким дизайнером Елен Обецейзер. Чотирьохразовий учасник Lviv Fashion Week з колекціями від бренду «Гранд Стиль».

### Музична кар'єра
Музикою почав займатися з дитинства. Саме тоді навчився грати на гітарі. Зараз сам пише тексти та музику, співпрацює з білоруським композитором Євгеном Курасовим, а також з українським композитором Володимиром Мухаром.
Пісенну кар'єру розпочав у серпні 2010 року в складі продюсерського центру «KARPARATION». Вже в жовтні зняв дебютне відео на пісню російською мовою «Иду по осени» та записав достатньо пісень для дебютного альбому з аналогічною назвою. У 2011 видав другий альбом, з виключно україномовними піснями шансонного жанру.
У 2011 році зайняв 1 місце на фестивалі Гуляй душа який проходив 15 травня у Москві цього ж року 9 серпня взяв гран-прі у Юрмалі на фестивалі шансону «Зона-шансона» за що отримав звання Маестро шансону 2011. У лютому 2012 отримав перемогу за підсумками смс голосування на фестивалі «Чорна роза» в місті Іваново з піснею «Всего не расскажешь». У 2013 вже в Іваново у Росії він виступав як гість також на Юрмалі 2013. Його пісні виконують такі і співаки як — Ігор Латишко, Ірина Федишин, Андрій Князь, Андрій Заліско, дует «Ріка життя», Андрій Бема, Катерина Малицька, Джейкоб Адамс, Олексій Ром, та інші.

## Дискографія
| Рік          | Обкладинка | Назва                             | Інша інформація          | Список пісень                                                                              |
| ------------ | ---------- | --------------------------------- | ------------------------ | ------------------------------------------------------------------------------------------ |
| 2010         |            | Євгеній Дашин «Иду по осени»      | CD, «Karpation», Україна | ?                                                                                          |
| жовтень 2011 |            | Євгеній Дашин «Стежка до батьків» | CD, «Karpation», Україна | 1. Стежка до батьків 2. Вспалах 3. Магія Кохання 4. Приснилося 5. Солов'ї 6. Хресні батьки |